# 布兰登·保尔森
布兰登·保尔森（英語：Brandon Paulson，1973年10月22日—），美国男子摔跤运动员。他曾代表美国参加1996年夏季奥林匹克运动会摔跤比赛，获得一枚银牌。他也曾参加2003年泛美运动会。